# Napfénytartam
Napfénytartamon (napsütéses órák számán) azt az időtartamot értjük, ameddig a felszínt közvetlen sugárzás éri. A napfénytartamot befolyásoló tényezők
- a csillagászatilag lehetséges napfénytartam, mely a földrajzi szélességtől függ
- a domborzat, valamint
- a felhőzet.[1]

## A napfénytartam mérése
A napsugárzásnak hazánkban a legrégebb óta és széles körben mért legegyszerűbb jellemzője a napfénytartam. (1886-ban állították föl Kalocsán az első napfénytartam-mérő állomást a Haynald Obszervatóriumban.) A sugárzásmérés elemi hálózati műszere megyénkben is a Campbell-Stokes rendszerű napfénytartam-mérő volt. (Az órabeosztással ellátott papírlapról az égetési nyomokat összegezve leolvasható, hogy az egyes óraközökben hány tizedórán keresztül sütött a Nap. Így a napi, havi és évi napfénytartam-óraösszegek is megállapíthatók.) miután az utóbbi évtizedben megjelentek az elektronikus napfénytartam-mérők, szükségessé vált a napfénytartam pontosabb meghatározása. A Meteorológiai Világszervezet illetékes szakmai bizottsága szerint akkor „süt a Nap”, ha a direkt sugárzás erőssége meghaladja a 210 watt/m2 értéket (Major et.al., 1985.). Ugyanis ez adja a legjobb egyezést a hagyományos napfénytartam-mérők segítségével számított évi összegek.